# Atojnakskij Chrebet
Atojnakskij Chrebet (ryska: Атойнакский Хребет) är en bergskedja i Kirgizistan.   Den ligger i oblastet Zjalal-Abad Oblusu, i den västra delen av landet, 220 km sydväst om huvudstaden Bisjkek.